# Centre County
Centre County ist ein County im Bundesstaat Pennsylvania der Vereinigten Staaten. Bei der Volkszählung im Jahr 2020 hatte das County 158.172 Einwohner und eine Bevölkerungsdichte von 55 Einwohner pro Quadratkilometer.  Der Verwaltungssitz (County Seat) ist Bellefonte.

## Geographie
Das County hat eine Fläche von 2880 Quadratkilometern, wovon 11 Quadratkilometer Wasserfläche sind. Es wird vom Office of Management and Budget zu statistischen Zwecken als State College, PA Metropolitan Statistical Area geführt.

## Geschichte

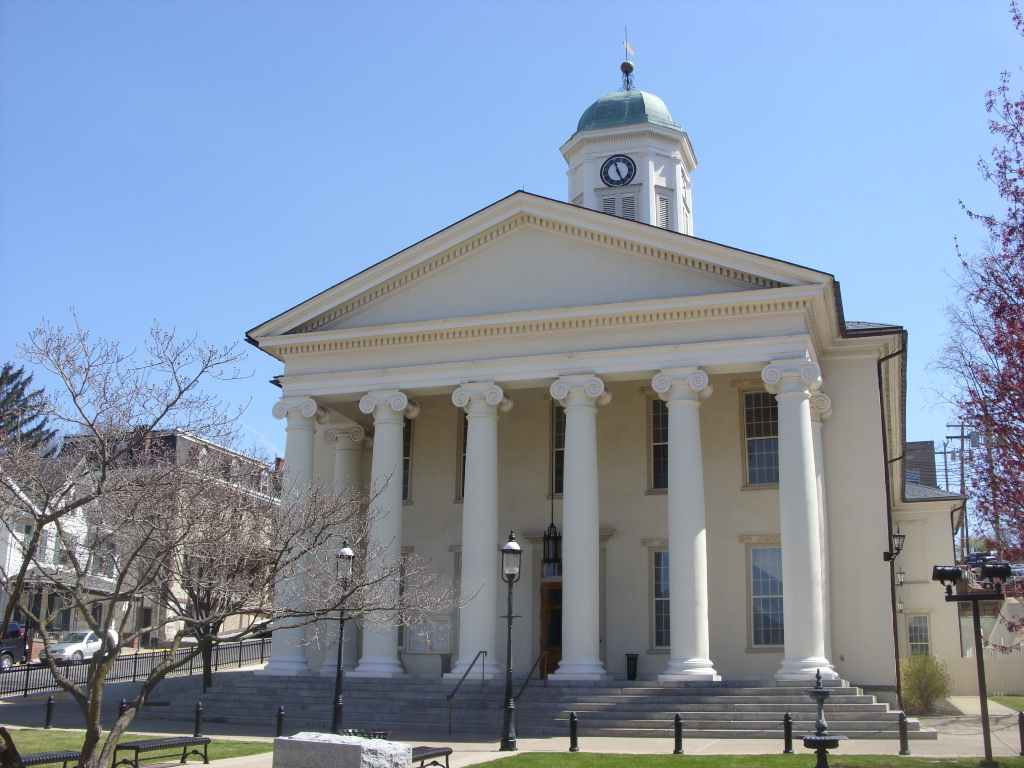
Das Centre County Courthouse (Pennsylvania) ist einer von 62 Einträgen des Countys im NRHP.

Das County wurde am 13. Februar 1800 gegründet. Die Benennung bezieht sich auf die zentrale Lage des Countys im Bundesstaat.
62 Bauwerke und Stätten des Countys sind im National Register of Historic Places (NRHP) eingetragen (Stand 22. Juli 2018).

## Städte und Ortschaften

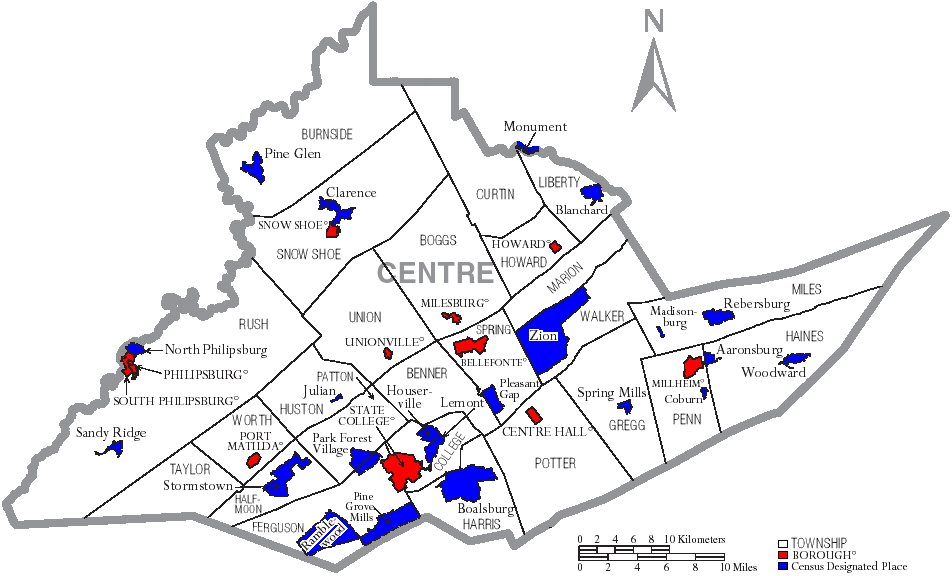
Karte des Centre Countys

| - Aaronsburg - Bellefonte - Benner Township - Blanchard - Boalsburg - Boggs Township - Burnside Township - Centre Hall - Clarence - Coburn - College Township - Curtin Township - Ferguson Township - Gregg Township - Haines Township - Halfmoon Township - Harris Township - Houserville - Howard Township | - Howard - Huston Township - Julian - Lemont - Liberty Township - Madisonburg - Marion Township - Miles Township - Milesburg - Millheim - Monument - North Philipsburg - Park Forest Village - Patton Township - Penn Township - Philipsburg - Pine Glen - Pine Grove Mills - Pleasant Gap - Port Matilda - Potter Township | - Ramblewood - Rebersburg - Rush Township - Sandy Ridge - Snow Shoe Township - Snow Shoe - South Philipsburg - Spring Mills - Spring Township - State College - Stormstown - Taylor Township - Union Township - Unionville - Walker Township - Woodward - Worth Township - Zion |